# Манолешть
Манолешть, Манолешті (рум. Manolești) — село у повіті Ботошані в Румунії. Входить до складу комуни Міхай-Емінеску.
Село розташоване на відстані 370 км на північ від Бухареста, 3 км на захід від Ботошань, 98 км на північний захід від Ясс.

## Населення
За даними перепису населення 2002 року у селі проживали 223 особи, усі — румуни. Усі жителі села рідною мовою назвали румунську.